# West Milwaukee
West Milwaukee es una villa ubicada en el condado de Milwaukee en el estado estadounidense de Wisconsin. En el Censo de 2010 tenía una población de 4.206 habitantes y una densidad poblacional de 1.449,95 personas por km².

## Geografía
West Milwaukee se encuentra ubicada en las coordenadas 43°0′45″N 87°58′16″O / 43.01250, -87.97111. Según la Oficina del Censo de los Estados Unidos, West Milwaukee tiene una superficie total de 2.9 km², de la cual 2.9 km² corresponden a tierra firme y (0%) 0 km² es agua.

## Demografía
Según el censo de 2010, había 4.206 personas residiendo en West Milwaukee. La densidad de población era de 1.449,95 hab./km². De los 4.206 habitantes, West Milwaukee estaba compuesto por el 69.4% blancos, el 10.18% eran afroamericanos, el 0.81% eran amerindios, el 3.16% eran asiáticos, el 0.05% eran isleños del Pacífico, el 12.13% eran de otras razas y el 4.28% pertenecían a dos o más razas. Del total de la población el 25.39% eran hispanos o latinos de cualquier raza.